# Sclerotinia serica
Sclerotinia serica är en svampart som beskrevs av M.A. Keay 1937. Sclerotinia serica ingår i släktet Sclerotinia och familjen Sclerotiniaceae.   Inga underarter finns listade i Catalogue of Life.